# Miller Brewing Company
Miller Brewing Company é uma cervejaria localizada na cidade de Milwaukee, Wisconsin nos Estados Unidos. Produz a cerveja de alto teor alcoólico Olde English 800 (simplesmente chamada de OE). Esta cervejaria também promove um passeio turístico pelo interior de sua fábrica,[carece de fontes?] que dura cerca de 1 hora, onde conta um pouco da história de Milwaukee e da cervejaria e ainda disponibiliza amostras grátis de cerveja para degustação. Possui a versão Lite, com 4.2% de álcool. Em 2016, a Molson Coors adquiriu todo o portfólio global de marcas da Miller Brewing Company.
- Caminhão da marca Miller Lite.
- Carro da NASCAR com patrocínio da Miller Lite.
- Sede da Miller em Milwaukee, Wisconsin.